# Madagaskar op de Olympische Zomerspelen 1992
Tijdens de Olympische Zomerspelen van 1992 die in Barcelona werden gehouden nam Madagaskar voor de 6e maal deel.

## Deelnemers en resultaten

### Atletiek
| Olympiër                | Discipline             | Resultaat | Prestatie                                         |
| ----------------------- | ---------------------- | --------- | ------------------------------------------------- |
| Hubert Rakotombelontsoa | 400m horden (m)        | 35e       | serie 5: 4de in 51,54                             |
| Alain Klerk Razahasoa   | marathon (m)           | 81e       | 2:41.41                                           |
| Toussaint Rabenala      | hink-stap-springen (m) | 14e       | kwalificatie: 14de met 16,84m                     |
|                         |                        |           |                                                   |
| Lalao Ravaoniriana      | 100m (v)               | 35e       | serie 5: 5de in 11,74                             |
| Lalao Ravaoniriana      | 200m (v)               | 25e       | serie 8: 4de in 23,58 kwartfinale 2: 6de in 23,63 |
| Nicole Ramalalanirina   | 100m horden (v)        | 25e       | serie 4: 5de in 13,40                             |

### Boksen
| Olympiër             | Discipline | Resultaat | Prestatie                                                                 |
| -------------------- | ---------- | --------- | ------------------------------------------------------------------------- |
| Anicet Rasoanaivo    | -48kg (m)  | 17e       | 1ste ronde: V van PRK Song: knock-out                                     |
| Heritovo Rakotomanga | -57kg (m)  | 9e        | 1ste ronde: W van SWE Sabuni: 22-14 2de ronde: V van ROU Dumitrescu: 8-18 |

### Gewichtheffen
| Olympiër                 | Discipline | Resultaat | Prestatie                                                     |
| ------------------------ | ---------- | --------- | ------------------------------------------------------------- |
| Harinela Randriamanarivo | -60kg (m)  | 30e       | trekken: 31ste met 85kg stoten: 30ste met 110kg totaal: 195kg |

### Judo
| Olympiër                  | Discipline | Resultaat | Prestatie                                                              |
| ------------------------- | ---------- | --------- | ---------------------------------------------------------------------- |
| Luc Rasoanaivo-Razafy     | -71kg (m)  | 34e       | 1ste ronde: V van CHN Shi: ippon                                       |
| Jean-Jacques Rakotomalala | -78kg (m)  | 22e       | 1ste ronde: W van LBA Gregni: ippon 2de ronde: V van ARG Garcia: ippon |

### Tennis
| Olympiër                                | Discipline     | Resultaat | Prestatie                                                |
| --------------------------------------- | -------------- | --------- | -------------------------------------------------------- |
| Dally Randriantefy                      | enkelspel (v)  | 33e       | 1ste ronde: V van CAN Hy-Boulais: 2-6, 1-6               |
| Natacha Randriantefy                    | enkelspel (v)  | 33e       | 1ste ronde: V van TCH Suková: 0-6, 1-6                   |
| Natacha Randriantefy Dally Randriantefy | dubbelspel (v) | 17e       | 1ste ronde: V van ESP Martínez/Sanchez Vicario: 0-6, 0-6 |

### Zwemmen
| Olympiër                         | Discipline          | Resultaat | Prestatie               |
| -------------------------------- | ------------------- | --------- | ----------------------- |
| Vola Hanta Ratsifa Andrihamanana | 50m vrije slag (v)  | 43e       | serie 1: 2de in 48,22   |
| Vola Hanta Ratsifa Andrihamanana | 100m schoolslag (v) | 38e       | serie 2: 7de in 1.17,77 |
| Vola Hanta Ratsifa Andrihamanana | 200m schoolslag (v) | DNS       | serie 1: niet gestart   |
| Vola Hanta Ratsifa Andrihamanana | 200m wisselslag (v) | DNS       | serie 1: niet gestart   |

Albanië · Algerije · Amerikaanse Maagdeneilanden · Amerikaans-Samoa · Andorra · Angola · Antigua en Barbuda · Argentinië · Aruba · Australië · Bahama's · Bahrein · Bangladesh · Barbados · België · Belize · Benin · Bermuda · Bhutan · Bolivia · Bosnië en Herzegovina · Botswana · Brazilië · Britse Maagdeneilanden · Bulgarije · Burkina Faso · Canada · Centraal-Afrikaanse Republiek · Chili · China · Chinees Taipei · Colombia · Congo-Brazzaville · Cookeilanden · Costa Rica · Cuba · Cyprus · Denemarken · Djibouti · Dominicaanse Republiek · Duitsland · Ecuador · Egypte · El Salvador · Equatoriaal-Guinea · Estland · Ethiopië · Fiji · Filipijnen · Finland · Frankrijk · Gabon · Gambia · Gezamenlijk team · Ghana · Grenada · Griekenland · Groot-Brittannië · Guam · Guatemala · Guinee · Guyana · Haïti · Honduras · Hongarije · Hongkong · Ierland · IJsland · India · Indonesië · Irak · Iran · Israël · Italië · Ivoorkust · Jamaica · Japan · Jemen · Jordanië · Kaaimaneilanden · Kameroen · Kenia · Koeweit · Kroatië · Laos · Lesotho · Letland · Libanon · Libië · Liechtenstein · Litouwen · Luxemburg · Madagaskar · Malawi · Malediven · Maleisië · Mali · Malta · Marokko · Mauritanië · Mauritius · Mexico · Monaco · Mongolië · Mozambique · Myanmar · Namibië · Nederland · Nederlandse Antillen · Nepal · Nicaragua · Nieuw-Zeeland · Niger · Nigeria · Noord-Korea · Noorwegen · Oeganda · Oman · Oostenrijk · Pakistan · Panama · Papoea-Nieuw-Guinea · Paraguay · Peru · Polen · Portugal · Puerto Rico · Qatar · Roemenië · Rwanda · Saint Vincent‑Grenadines · Salomonseilanden · Samoa · San Marino · Saoedi-Arabië · Senegal · Seychellen · Sierra Leone · Singapore · Slovenië · Soedan · Spanje · Sri Lanka · Suriname · Swaziland · Syrië · Tanzania · Thailand · Togo · Tonga · Trinidad en Tobago · Tsjaad · Tsjecho-Slowakije · Tunesië · Turkije · Uruguay · Vanuatu · Venezuela · Verenigde Arabische Emiraten · Verenigde Staten · Vietnam · Zaïre · Zambia · Zimbabwe · Zuid-Afrika · Zuid-Korea · Zweden · Zwitserland · Onafhankelijke olympische deelnemers